# Christian de Baecque
Pour les autres membres de la famille, voir Famille de Baecque.
Christian de Baecque, né le 5 août 1945 à Neuilly-sur-Seine (Hauts-de-Seine) est un banquier, ancien PDG de la banque de Baecque Beau et président du tribunal de commerce de Paris.

## Biographie

### Famille
Christian de Baecque est né le 5 août 1945 à Neuilly-sur-Seine.
Son père Gérard de Baecque était banquier à la banque de Baecque Beau, comme le frère de son père Daniel de Baecque. Ses deux autres oncles, Francis de Baecque était conseiller d’État et Roger de Baecque était directeur à la Société générale.
Il s'est marié le 12 novembre 1974 et a trois enfants.

### Formation
Il a été élève au collège Saint-Jean-de-Passy (lycée Saint-Jean-de-Passy) dans le 16e arrondissement de Paris.
Il est diplômé de l’Institut d’études politiques de Paris (IEP) et licencié ès sciences économiques,.

## Carrière professionnelle

### Dans la banque
Christian de Baecque entre en 1969 à la banque de Baecque Beau (devenue en 2005 HSBC De Baecque Beau) où il occupe différents postes avant d'en être nommé président-directeur général en 1988. Il est vice-président trésorier du mouvement Entreprises de taille humaine, indépendantes et de croissance (ETHIC) de 1976 à 1990, secrétaire général de l’Office de coordination bancaire et financière de 1978 à 1988, trésorier du Centre de formation de la profession bancaire (CFPB) de 1980 à 2008.
C’est durant cette période que Christian de Baecque insiste pour que les copropriétaires imposent à leurs syndics de copropriété l’application de l’article 18 de la loi du 10 juillet 1965 qui prévoit que le compte séparé est de droit, sauf si l’assemblée générale en décide autrement. En novembre 2005 selon une enquête de l’Association des responsables de copropriétés (ARC), seules 14,6 % des copropriétés disposent d’un compte séparé. Christian de Baecque rappelle alors que « La rémunération des sommes déposées appartient aux copropriétaires, sauf clause contraire insérée dans le contrat de syndic. Or neuf syndics sur dix omettent cette formalité, conservant les fruits des placements. ».

### Au tribunal de commerce
Christian de Baecque est juge au tribunal de commerce de Paris de 1997 à 2006. Il en est le délégué général de 2004 à 2007 avant d'y être nommé président de chambre puis élu par les juges, président du tribunal,,.
Il exerce cette présidence durant quatre années (2008 à 2011) « caractérisées par un souci du "progrès permanent." Il a d’ailleurs mis en place un système ayant conduit à l’obtention de la certification qualité remise par Garde des Sceaux. Il laisse en outre une juridiction se trouvant en bon état de marche, affichant un faible taux d’appel des décisions (8 %) comme un très faible taux d’infirmation (3 %) »,. La certification ISO 9001 dans le monde judiciaire était en effet un événement novateur dans le monde judiciaire, Christian de Baecque s'en est expliqué lors de conférences. La mise en œuvre de cette certification passe par la négociation d'un nouveau protocole entre le barreau, le tribunal de commerce de Paris et son greffe,.
Au début de son mandat, en 2008, il est à l’origine d’une « note » dont le but est de « préciser les positions du tribunal en matière d’expertise ». La diffusion de cette note amènera une polémique notamment au sein de la Compagnie nationale des ingénieurs diplômés experts près les cours d’appel et les juridictions administratives (CNIDECA). Ce différend sera débattu lors d’un colloque entre les différentes parties le 16 octobre 2008.
En février 2008, il est nommé membre du groupe de travail sur la médiation au ministère de la Justice. Il œuvre pour développer les aspects médiation et conciliation.
En 2009, il participe au colloque La justice face à la crise et se fait l’infatigable défenseur du « droit continental ».
Christian de Baecque propose en février 2011 la création d’une assurance « comptable et financière » obligatoire destinée aux TPE pour financer l’établissement d’une situation chiffrée actualisée permettant en cas de difficultés financières de justifier que leur exploitation n’est pas compromise ; et en cas de liquidation judiciaire d’éviter à leur dirigeant des sanctions personnelles ou patrimoniales pour défaut de comptabilité.
L’une de ses dernières décisions, connue médiatiquement, sera de prononcer la liquidation judiciaire de la société Sea France le 16 novembre 2011, tout en maintenant son activité jusqu’au 28 janvier 2012,.
Durant ces quatre années, Christian de Baecque rappelle constamment le triple rôle de « mairie, tribunal et hôpital » du tribunal de commerce en tant que partenaire institutionnel des entreprises,. Au sujet du rôle d'hôpital, il déclare le 30 mars 2009 « Actuellement, je me sens comme un directeur d'hôpital auquel on aurait annoncé une épidémie. J'ai pris mes dispositions mais je n'ai pas encore vu les malades. ».

### Depuis 2012
Christian de Baecque est membre de l'Association française d'arbitrage (AFA), association créée en 1975 à l’initiative des milieux  économiques, judiciaires et juridiques, dont le but est de promouvoir en  France et à l’étranger le choix de l’arbitrage pour la résolution des litiges.
En mars 2012, il est élu président de l'association « Re-Créer » dont la mission est de rendre vrais les mots d'Antoine de Saint-Exupéry « l’échec fortifie les forts. »,.[style à revoir]

## Publications
- Discours de rentrée solennelle au tribunal de commerce de Paris, 15 janvier 2008, [lire en ligne]
- L'art de la prévention et du traitement des entreprises en difficulté (collectif), 206 pages, octobre 2010
- Compte tenu de ses déclarations « Si la loi ou les contrats fixent, certes, des règles précises, le qualificatif « déloyal » présente cependant un caractère subjectif qui relève de l’appréciation des faits d’espèce. Il est donc logique que les juges consulaires, hommes et femmes issus du monde de l’entreprise, qui ont de par leur pratique et leur formation une connaissance tant du monde économique que du monde judiciaire, soient ceux qui traitent ce type de litige. » Christian de Baecque a préfacé l'ouvrage Droit de la concurrence déloyale du dirigeant d'entreprise, avocat et ancien juge consulaire, Michel Toporkoff, publié en 2010,  (ISBN 2-29701-136-9).
- Nombreuses conférences en tant que président du tribunal de commerce

## Décorations
Christian de Baecque a été nommé chevalier de la Légion d'honneur en juillet 2008 au titre du ministère de la Justice  et officier du Mérite de la justice consulaire en 2011.